# 張萌
張萌（1981年3月6日—），天津人，中国大陆主持人、演员、制片人、歌手。曾留学澳大利亚7年，2004年環球小姐中國区總冠軍。

## 生平
張萌出生于天津市，父亲是原天津音乐附中的校长，受家庭的影响，張萌从小就有相当的艺术造诣。
1997年，当时还是高二学生的张萌来到澳大利亚留学。1998年参加澳洲华裔小姐选美，获得亚军和最上镜小姐奖。中学毕业后她考取了澳大利亚高等学府新南威尔士大学服装设计专业。在大学期间，在悉尼华人电视台担任双语主持，并在2000年主持“迎接奥运健儿悉尼大型双语文艺晚会”。2000年，她代表澳大利亚参选国际华裔小姐，入围前5名。
2003年从新南威尔士大学毕业，后回国发展，担任中国教育台主持人兼钢琴教师。2004年，她在环球小姐中国选拔赛中获得十佳及最具潜质奖，并夺得中国总决赛冠军，被授予“环球中国小姐”称号。随后，她代表中国前往厄瓜多尔参加世界总决赛。后事业重心转为影劇。
2020年，以选手身份参加芒果TV偶像女团竞演养成类真人秀节目《乘风破浪的姐姐》。

## 家庭
丈夫吕超是上海耀客传媒创始人、总经理，两人因拍摄电视剧《我主沉浮》而相识，该剧是吕超第一次担任制片人的电视剧，也是张萌拍的第一部剧。婚后则育有一女。

## 影视作品

### 电视剧
| 首播年份 | 剧名               | 角色            | 备注                     |
| 2005年   | 老爸老妈兄弟姊妹   | 谭燕燕          |                          |
| 2005年   | 济公新传           | 大祥媳妇        |                          |
| 2005年   | 我主沉浮           | 陈明丽          |                          |
| 2006年   | 我本英雄           | 陈明丽          |                          |
| 2006年   | 武十郎             | 雷小雨          |                          |
| 2007年   | 谁懂我的心         | APPLE           |                          |
| 2008年   | 赶走你的忧郁       | 夏波            |                          |
| 2008年   | 想爱都难           | 柳星儿          |                          |
| 2008年   | 伤情               | 夏暖晴          |                          |
| 2008年   | 蓝色档案           | 宋丹妮/寒冰     |                          |
| 2009年   | 风雨雕花楼         | 林毓敏          |                          |
| 2009年   | 红色电波           | 章嘉雯          |                          |
| 2009年   | 成长               | 安叶            |                          |
| 2010年   | 神话               | 高岚/小月(虞姬) |                          |
| 2010年   | 利剑               | 马梦兰          |                          |
| 2010年   | 唐琅探案           | 黄闕            |                          |
| 2011年   | 开天辟地           | 杨开慧          |                          |
| 2011年   | 男人帮             | 刘冰冰          | 客串                     |
| 2011年   | 金枝玉叶           | 玉琪            |                          |
| 2012年   | 你是我爱人         | 廉洁            |                          |
| 2012年   | 尖刀队             | 金镶玉          | 客串                     |
| 2012年   | 心术               | 小芹            |                          |
| 2012年   | 而立之年           | Jessica         |                          |
| 2013年   | 宝贝               | 陈静波          |                          |
| 2014年   | 情定三生           | 吴翠翠          |                          |
| 2014年   | 离婚律师           | 焦艳艳          |                          |
| 2014年   | 神鵰侠侣           | 瑛姑            | 客串                     |
| 2015年   | 千金女贼           | 姚媚儿          | 客串                     |
| 2015年   | 敢爱               | 雷蕾            |                          |
| 2015年   | 我的婚姻谁做主     | 唐晓晓          |                          |
| 2015年   | 三个奶爸           | 邹男            |                          |
| 2015年   | 秦时明月           | 丽姬            | 客串                     |
| 2016年   | 老板来了           | 关秋月          | 客串                     |
| 2016年   | 小丈夫             | 陆小山          |                          |
| 2016年   | 幻城               | 艳炟            |                          |
| 2017年   | 周末父母           | 赵茱迪          |                          |
| 2017年   | 幻城凡世           | 艳炟/焰主       | 网剧                     |
| 2018年   | 沙海               | 苏难            | 网剧                     |
| 2019年   | 白发               | -               | 擔任"制片人"             |
| 2019年   | 外星女生柴小七     | 柴姐            | 网剧                     |
| 2020年   | 安家               | 張乘乘          |                          |
| 2020年   | 穿越火线           | 白老師          | 网剧，兼任"總制片人"     |
| 2020年   | 在一起             | 娇娇            | 單元《武汉人》           |
| 2021年   | 这个世界不看脸     | 虞佳婕          | 2016年拍摄               |
| 2021年   | 完美的他           | 葛亦澜          | 网剧，客串，兼任"制片人" |
| 2021年   | 陌生的恋人         | -               | 网剧，擔任"总制片人"     |
| 2021年   | 燃烧吧！废柴       | 萌姐            | 网剧 "                   |
| 2021年   | 突围               | 武玲珑          | 客串                     |
| 2021年   | 和平之舟           | 沈默            |                          |
| 2022年   | 才不要和老板谈恋爱 | -               | 擔任"总制片人"           |
| 2022年   | 简言的夏冬         | 苏珊            |                          |
| 2022年   | 外星女生柴小七2    | 柴姐            | 网剧                     |
| 2022年   | 大博弈             | 祁小华          |                          |
| 2023年   | 后浪               | 杨小红          |                          |
| 2023年   | 闪耀的她           | 景知秋          | 网剧                     |
| 2023年   | 梅花红桃           | 崔敏            | 客串                     |
| 2024年   | 九重紫             | 王映雪          |                          |
| 2025年   | 真心英雄           | 耿芳舟          | 單元《女子监狱》         |
| 2025年   | 昭世录             | 王映雪          | 网絡短剧                 |
| 待播     | 四十七             | 葛耀珍          | 网剧                     |
| 待播     | 龙骨焚箱           |                 | 网剧                     |
| 待播     | 花开锦绣           |                 |                          |
| 待播     | 揽流光三千         | 海棠            | 网剧                     |
| 未播     | 城市租客           | 殷丽华          | 2015年拍摄               |
| 未播     | 猎隼               | 葉欣妍          | 2017年拍摄               |
| 未播     | 青春客栈           |                 | 客串                     |
| 未播     | 无名侦探           |                 | 2019年拍攝               |

### 电影
| 上映年份 | 电影名             | 角色     |
| 2006年   | 第601个电话        | 何玲     |
| 2011年   | 今年你一定要嫁出去 | 李颖     |
| 2017年   | 因为爱情           | 李梦里   |
| 2019年   | 鼠胆英雄           | 槍神老婆 |

### 綜藝節目
- 2011《天天向上》（20111230期）
- 2013《夜问》（20130314期、20131121期）
- 2013《男左女右》（20131005期）
- 2013《年代秀》（20131101期）
- 2016《快乐大本营》（20160709期）
- 2017《二十四小时》（第二季第1、2期）
- 2017《谁是你的菜》（第三季第3期）
- 2020《声临其境》（第三季第12、13期）
- 2020《天天向上》（20200405期、20200823期）
- 2020《王牌对王牌》（第五季20200424期）
- 2020《巧手神探》（20200516期）
- 2020《乘风破浪的姐姐》，6月，其参加的女团选拔节目《乘风破浪的姐姐》播出
- 2020《定义》（20200714期）
- 2020《脱口秀大会》（第三季20200826期）
- 2020《婆婆和妈妈》（第一季第10-12期）
- 2020《这！就是街舞》（第三季20200912期）
- 2020《蓝莓孵化营》
- 2020《发光的姐姐》
- 2020《快乐大本营》（20201017期）
- 2020《完美的夏天》（20201024期）
- 2020《哎呀好身材》（第二季第5-7期）
- 2020《嗨唱转起来》（第二季20201113期）
- 2020《新生日记》（第二季20201124期）
- 2021《我是特优声》（20210102期、20210109期、20200116期）
- 2021《追光吧！哥哥》（20210130期、20210206期）
- 2021《百变大咖秀》（第六季20210205期）
- 2021《职场是个技术活特别节目之开工节》（20210216期）
- 2021《婆婆和妈妈》（第二季）
- 2021《王牌对王牌》（第六季20210226期）
- 2021《怦然再心动》（20210313期）
- 2021《新相亲大会》（20210321期、20210328期）
- 2021《见字如面》

## 音樂作品

### 電視劇主題曲
| 年份 | 歌曲名稱       | 劇名       | 性質   | 備註                      | 收錄專輯         |
| ---- | -------------- | ---------- | ------ | ------------------------- | ---------------- |
| 2007 | 谁懂我的心     | 谁懂我的心 | 片尾曲 |                           |                  |
| 2008 | 问             | 蓝色档案   | 片尾曲 |                           |                  |
| 2009 | 记得彩虹       | 红色电波   | 片尾曲 | 电视剧伤情片头曲,神話插曲 |                  |
| 2010 | 穿越           | 神話       | 片头曲 | 與王海祥合唱              |                  |
| 2011 | 金枝玉叶       | 金枝玉叶   | 主題曲 |                           |                  |
| 2013 | 我要你快乐     | 宝贝       | 主题曲 | 与刘洋宏作曲              |                  |
| 2013 | 宝贝           | 宝贝       | 片尾曲 |                           |                  |
| 2015 | 浅情歌         | 敢爱       | 主題曲 |                           | 《敢爱》原声大碟 |
| 2020 | 追随有你的地方 | 安家       | 插曲   |                           |                  |

### 作曲
| 年份   | 歌曲名稱 | 主唱者 |
| ------ | -------- | ------ |
| 2013年 | 太难     | 金池   |

## 主持经历
- 2000 迎接奥运健儿悉尼大型文艺晚会双语主持等（悉尼）
- 齐鲁电视台《天下无双》主持
- 北京电视台《Happy English Weekend》双语主持
- 中国教育电视台《概念中国》
- 第四届中国电视艺术“双十佳”颁奖晚会（与吴宗宪、李霞共同主持）
- 2004 相约丽水CCTV国际摄影节大型文艺晚会（与胡瓜共同主持）
- 《同一首歌》嘉宾主持
- 2004 深圳国际珠宝展
- 环球嘉年华主办的“魅力嘉年华大型汇演”
- 剑指雅典
- 2009 国庆版：《天下无双》“祝福祖国”公益演唱会实况 嘉宾主持